# Alagimajor megállóhely
Alagimajor megállóhely egy Pest vármegyei vasútállomás, Dunakeszi város Alagimajor városarészében, melyet a MÁV üzemeltet.
2023. december 10-től a vonatok itt csak feltételesen állnak meg.

## Vasútvonalak
Az állomást az alábbi vasútvonalak érintik:
- Budapest–Vácrátót–Vác-vasútvonal

## Kapcsolódó állomások
A vasútállomáshoz az alábbi állomások vannak a legközelebb:
- Rákospalota-Kertváros megállóhely (Budapest-Nyugati pályaudvar, Budapest–Vácrátót–Vác-vasútvonal)
- Fót vasútállomás (Vác vasútállomás, Budapest–Vácrátót–Vác-vasútvonal)

## Forgalom
| Járat | Útvonal | Gyakoriság |
| ----- | --- | ---------- |
| S71   | Budapest-Nyugati – Rákosrendező – Istvántelek – Rákospalota-Újpest – Rákospalota-Kertváros – Alagimajor – Fót – Fótújfalu – Fótfürdő – Csomád – Ivacs – Veresegyház – Erdőkertes – Vicziántelep – Őrbottyán – Rudnaykert – Váchartyán – Csörög – Máriaudvar – Vác-Alsóváros – Vác | Óránként   |